# Hiéroglyphe égyptien D63
Le hiéroglyphe égyptien D63 (deux mâts à oriflamme) est classifié dans la section D « Parties du corps humain » de la liste de Gardiner ; cet hiéroglyphe y est noté D63.

## Représentation
Il représente à l'origine des orteils mais il s'est muté en une forme abstraite de deux mâts à oriflamme (R8). Il est translittéré sȝḥ.

## Utilisation
| D61 |

| D61 |

il a donc la même fonction.
C'est un phonogramme trilitère ou complément phonétique de valeur sȝḥ.
Il a plusieurs variantes graphiques :
| D61 |

| D61 |

| D62 |

| D62 |